# АНТ-43
АНТ-43 — пасажирський літак конструкторського бюро Туполєва розроблявся у 1934-36 роках. Проєкт було завершено до побудови зразка, придатного до виконання польотів.

## Відомі характеристики
- Екіпаж: 1
- Пасажирів: 6
- Двигуни: 1× Gnome et Rhône 14Rsd
- Потужність: 1× 800 к.с.